# نشان
نَشَّان (بخط المسند: )؛ حالياً خربة السوداء. إحدى مدن جنوب الجزيرة العربية قديماً وتقع في منطقة الجوف شمال اليمن حالياً. ذكرها المؤرخ الروماني بليني الأكبر في كتابه التاريخ الطبيعي باسم "نيستوم" Nestum.
يوجد في المدينة معبدان رئيسيان ، أحدهما داخل المدينة مكرس للإله أرنيدع، والأخر خارج المدينة مكرس للإله عثتر، وهما من أهم معابد مدن الجوف المعروفة (ببنات عاد / بنات إل) يحتويان على زخارف ورسومات ذات طابع ديني تخص الشعائر والطقوس المتبعة في هذه المعابد.

## الموقع
يشكل الموقع تلاً ارتفاعه 12 متر تقريباً محاطاً بسور طوله 1100 متر والذي لم يبق منه إلا بعض الأجزاء وأحد الأبواب القائمة حتى الآن وبعض الآثار الواضحة على سطح الموقع. والمعلومات ضئيلة نوعاً ما عن بدايات تاريخ هذه المدينة، وكل ما نعرفه ينحصر على عدد من الخزف الفخارية والتي يمكن تأريخها في حوالي القرن العاشر قبل الميلاد. مع ذلك، تاريخ المدينة الحضاري يبدء منذ القرن الثامن قبل الميلاد فصاعداً.

## التاريخ
ظهرت مدينة نشان على الساحة السياسية كمملكة مستقلة، وحالها كحال بقية ممالك مدن الجوف – هرم إنبا وكمناهو، إلخ – التي كانت تملك نظام سياسي مستقل ومجمّع آلهة خاص ولغة خاصة وأشكال خاصة من المعابد المعروفة باسم بنات عاد.
لدينا من القرن الثامن قبل الميلاد عدداً جيداً من النقوش تركها زعماء نشّان، والذين لم يحملوا في تلك الفترة لقب "ملك". كما تم اكتشاف عدد من النقوش الجديدة التي تظهر بأن هذه المدينة كانت تقيم علاقات متينة مع مملكة سبأ في النصف الثاني من القرن الثامن قبل الميلاد، وبفضل هذه الاكتشافات الجديدة أيضا كشفت عن عائلة حاكمة حكمت طوال القرن الثامن ق.م.
حوالي 715 قبل الميلاد، قام مكرب سبأ "يثع أمر وتر" بمساندة نشان في حربها ضد كمناهو جارتها، وذلك بسبب المؤاخاة القبلية بينهما. في وقت لاحق، شن الملك كربئيل وتر (حوالي 685 قبل الميلاد) حملة للسيطرة على نشان ونشق والتي استمرت لمدة ثلاث سنوات. وفي النهاية أخضع المدينتين وفرض عبادة الإله إلمقه فيها. حيث ورد ذكرها في نقش النصر السبئي بأنها تعرضت لحملات عسكرية قامت بها جيوش سبأ وأن المدينة قد تعرضت للدمار وسورها أيضاً والقصر الملكي وقد وزّعت الغنائم والأراضي التي كانت تحت سيطرة نشّان على هرم وكمناهو، واستولت سبأ على نشق بالكامل، وظلت هذه المدينة سبئية منذ ذلك الوقت حتى زوال هذه المملكة. بعد ذلك، احتفظت نشان ببعض الحكم الذاتي وتم دمجها في مملكة سبأ. فقدت قبيلة نشان هذا الاستقلال السياسي خلال القرن الرابع قبل الميلاد من خلال خضوعها على التوالي لسلطة مملكة سبأ، ثم مملكة معين في القرن الثالث قبل الميلاد تقريبًا، ولفترة قصيرة. مع ذلك، يبدو أن نشان عادة إلى سبأ خلال النصف الثاني من القرن الثاني قبل الميلاد تقريباً. مؤخراً تم اكتشاف نقشاً حديثاً لأحد ملوك نشان من القرن الثاني الميلادي تقريباً، ويبدو أن نشان عادة لحكمها الذاتي لفترة من الزمان، وما زالت حقبة نشان من القرن الرابع ق.م إلى القرن الأول ق.م غير واضحة، سوى تقديرات غير مؤكدة.

## الاندثار
آخر ذكر لمدينة نشّان في النقوش يرجع إلى الربع الأول من القرن الرابع الميلادي في عهد الملك الحميري ياسر يهنعم الذي حكم أولاً مع ابنه ثأران أيفع ثم مع ابنه الثاني ذرأ أمر أيمن وكلهم كانوا يحملون لقب ملك سبأ وذو ريدان وحضرموت ويمنة. وليس من المستبعد أن تكون مدينتي السوداء (نشان) والبيضاء (نشق) قد دمرهما الأحباش في عهد الملك كالب في القرن السادس الميلادي والمشار اليهما بكلمة (هجرنهن) أي المدينتين. لم ينمح تاريخ مدينة نشّان مطلقاً من ذاكرة اليمنيين ، فأبو الحسن الهمداني في موسوعته الجغرافية صفة جزيرة العرب وفي كتابه الإكليل الجزء العاشر يذكر بأن السوداء كان فيها قصور وآثار مهمة وفي القرن الثاني عشر الميلادي مركزاً دينياً "عزلة" يؤم إليها العلماء.
في عام 25 قبل الميلاد، ورد ذكر نشان باسم " نيستوم" أثناء حملة إيليوس جالوس العسكرية إلى شبه الجزيرة العربية فيلكس بأوامر من أغسطس ضد سبأ. لكن الحملة انتهت بفشل ذريع واتهم الرومان مرشدًا نبطيًا يُدعى "سُلَيّ" بتضليلهم. وقد ذكر الجغرافي اليوناني سترابو هذه الرحلة الاستكشافية حيث أطلق عليها اسم إيل شرح يحضب حاكم حضرموت في ذلك الوقت.

## ثقافة
كانت نشان في وادي مذاب إلى الشمال الشرقي من مأرب وكانت مركزًا تجاريًا وبلدة في شبه الجزيرة العربية قبل الإسلام. نشان وجيرانها مدينة هرم، كمناهو وعينبع كانوا متشابهين في كونهم مستوطنات معابد مدنية ودول مدن، والنقوش في جميع البلدات الأربع مكتوبة باللغة المعينية.

## روابط خارجية
- أرشيف خاص بدراسة النقوش العربية الجنوبية القديمة في خربة السوداء